# Jakob Christmann
 Ikke at forveksle med Wolfgang Jakob Christmann.
Jakob Christmann (født november 1554 i Johannisberg (Rheingau), i dag: Geisenheim – død den 16. juni 1613 i Heidelberg) var en tysk orientalist, som også interesserede sig for problemer inden for astronomien.

## Liv
Christmann, der var af jødisk afstamning, konverterede før 1578 til kristendommen. Han studerede orientalisme ved universitetet i Heidelbergs "Collegium Sapientiae" og blev lærer ved Dionysianum. Han fulgte renæssancehumanisten Thomas Erastus til Basel og fortsatte sin studierejse i Breslau, Wien og Prag.
I 1578 grundlagde pfalzgreve Johann Casimir det calvinistisk-reformerte Casmirianum i Neustadt an der Haardt. Christmann sluttede sig til Casimirianumfakultetet i 1582 og dedikerede sin arabiske grammatik, Alphabetum arabicum, til sine kolleger dér.
Da den reformerte tro havde bredt sig ind i Rhinpfalz, vendte Christmann tilbage til Heidelberg for at arbejde ved fakultetet "Collegium Sapientiae" i 1584. Efter en del intern debat om, hvor lærestolen skulle placeres, blev Christmann udnævnt til professor i hebraisk ved universitetet i 1585. Han samlede et katalog over Guillaume Postels (1510–1581) manuskripter, der siden 1551 havde været anbragt på Heidelberg slot. I 1590 udgav han en latinsk oversættelse af Al-Farghanis astronomi. I 1609 blev han udnævnt som Europas anden professor i arabisk efter pres fra kurfyrst Friedrich IV. von der Pfalz.

## Copernicusmanuskriptet
Et manuskript til De revolutionibus af Nicolaus Copernicus gik efter Copernicus' død i 1543 via Rheticus til andre og blev mærket den 16. december 1603 af Christmann med ordene Nicolai Copernick Canonici Varmiensis in Borussia Germaniae mathematici … ("af Canon Nicolaus Copernick fra Warmia i Preussen, Tyskland, af matematikeren …"). Efter 1953 befinder det sig på Jagiellobiblioteket ved universitetet i Kraków (Signatur: Ms. BJ. 10 000), og det kan også læses online.

## Arbejder
- Alphabetum Arabicum cum isagoge Arabice legendi ac scribendi, Neustadt 1582
- Muhammedis Alfraganii Arabis chronologia et astronomiae elementa, Frankfurt 1590

## Eksterne links
- Jakob Christmann Arkiveret 18. juni 2015 hos  Wayback Machine, i Dictionary of Scientific Biography (engelsk)
- Brev på latin fra Christmann til Kepler Arkiveret 16. februar 2016 hos  Wayback Machine (latin)
- Bibliografiske oplysninger om Christmann Arkiveret 16. februar 2016 hos  Wayback Machine (tysk)
- Jakob Christmann Arkiveret 16. februar 2016 hos  Wayback Machine i Erwin Christmann: Studien zur Geschichte der Mathematik und des mathematischen Unterrichts in Heidelberg: von der Gründung der Universität bis zur combinatorischen Schule, 1924. (tysk)
- Biografi i Melchior Adam: Vitae Germanorum philosophorum [...] (faksimile) (Frankfurt, 1615), pp. 518–22] (latin)